# Banco de la Reserva Federal

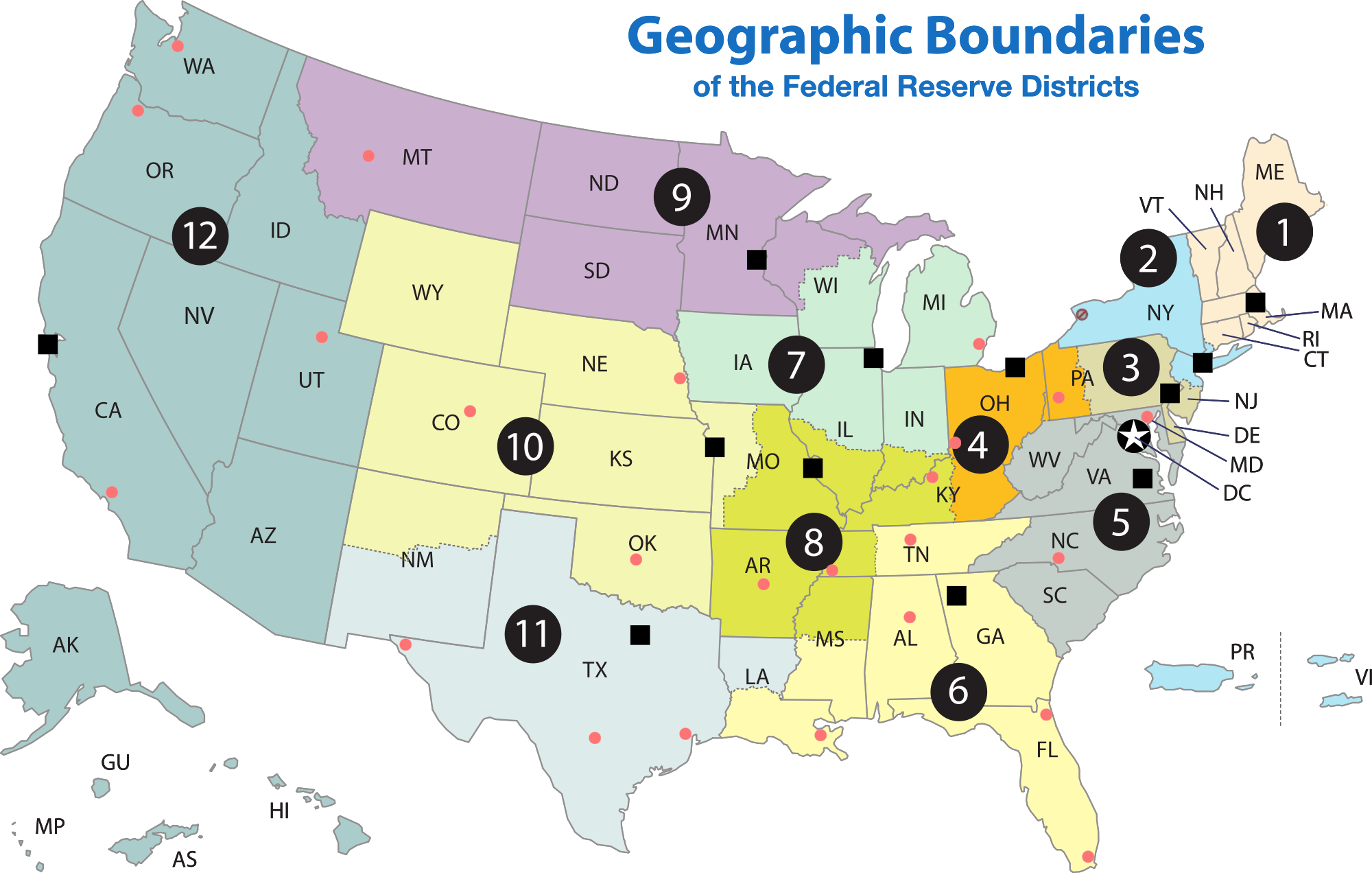
Mapa de los doce distritos de la Reserva Federal marcados con círculos de color negro y de los doce Bancos de la Reserva Federal marcados con cuadrados negros. Las sucursales dentro de cada distrito están marcadas con círculos rojos. La sede de Washington D. C. está marcada con una estrella encerrada en un círculo negro.

Un Banco de la Reserva Federal es un banco regional del Sistema de la Reserva Federal, el banco central de los Estados Unidos. Hay doce en total, uno para cada uno de los doce Distritos de la Reserva Federal que fueron creados por la Ley de la Reserva Federal de 1913. Los bancos son conjuntamente responsables de la implementación de la política monetaria establecida por el Comité Federal de Mercado Abierto.
Algunos bancos también poseen sucursales, y el sistema en su conjunto tiene su sede en el Edificio Eccles en Washington D. C.

## Los bancos

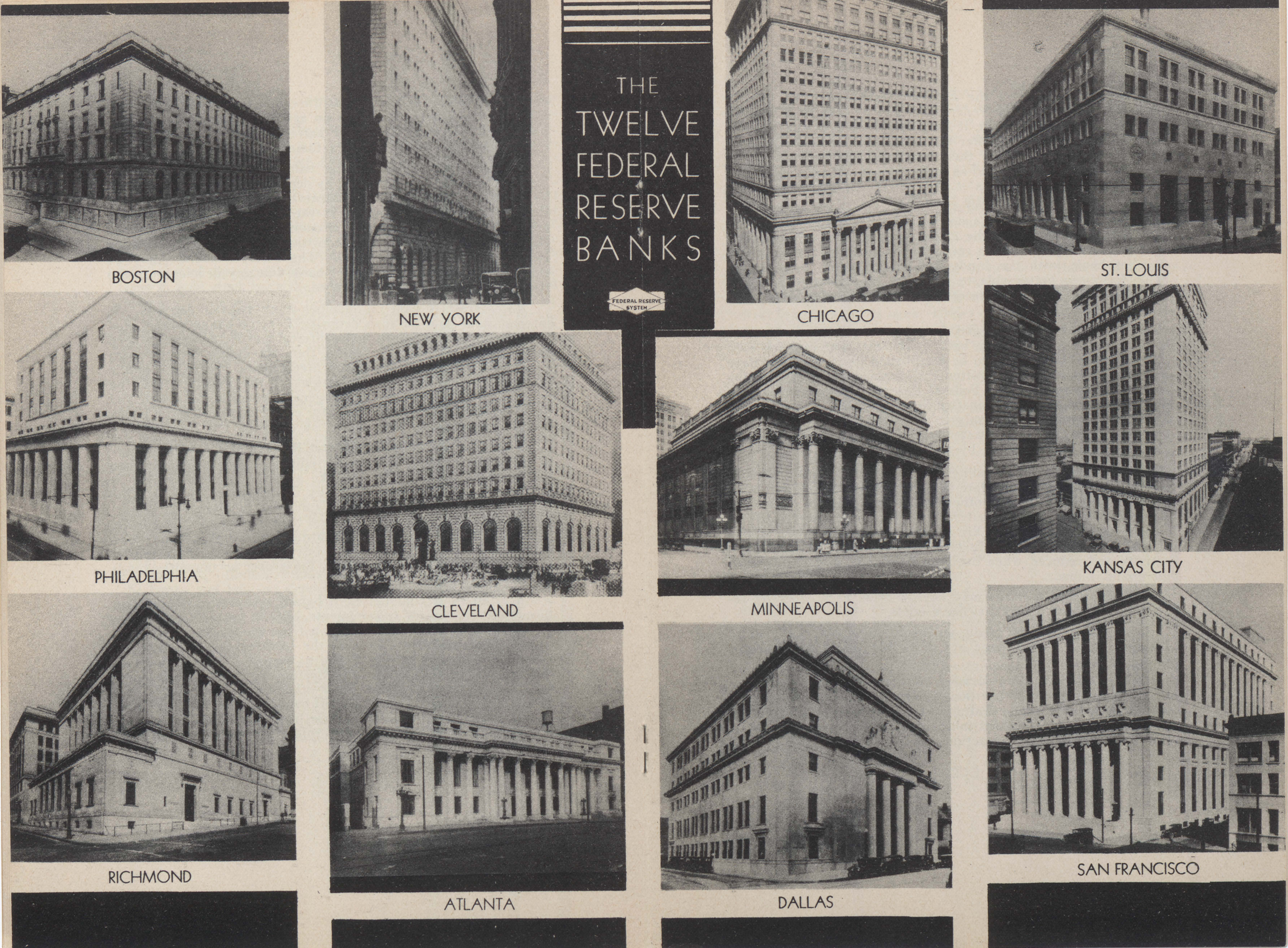
Los doce edificios de los Bancos de la Reserva en 1936.

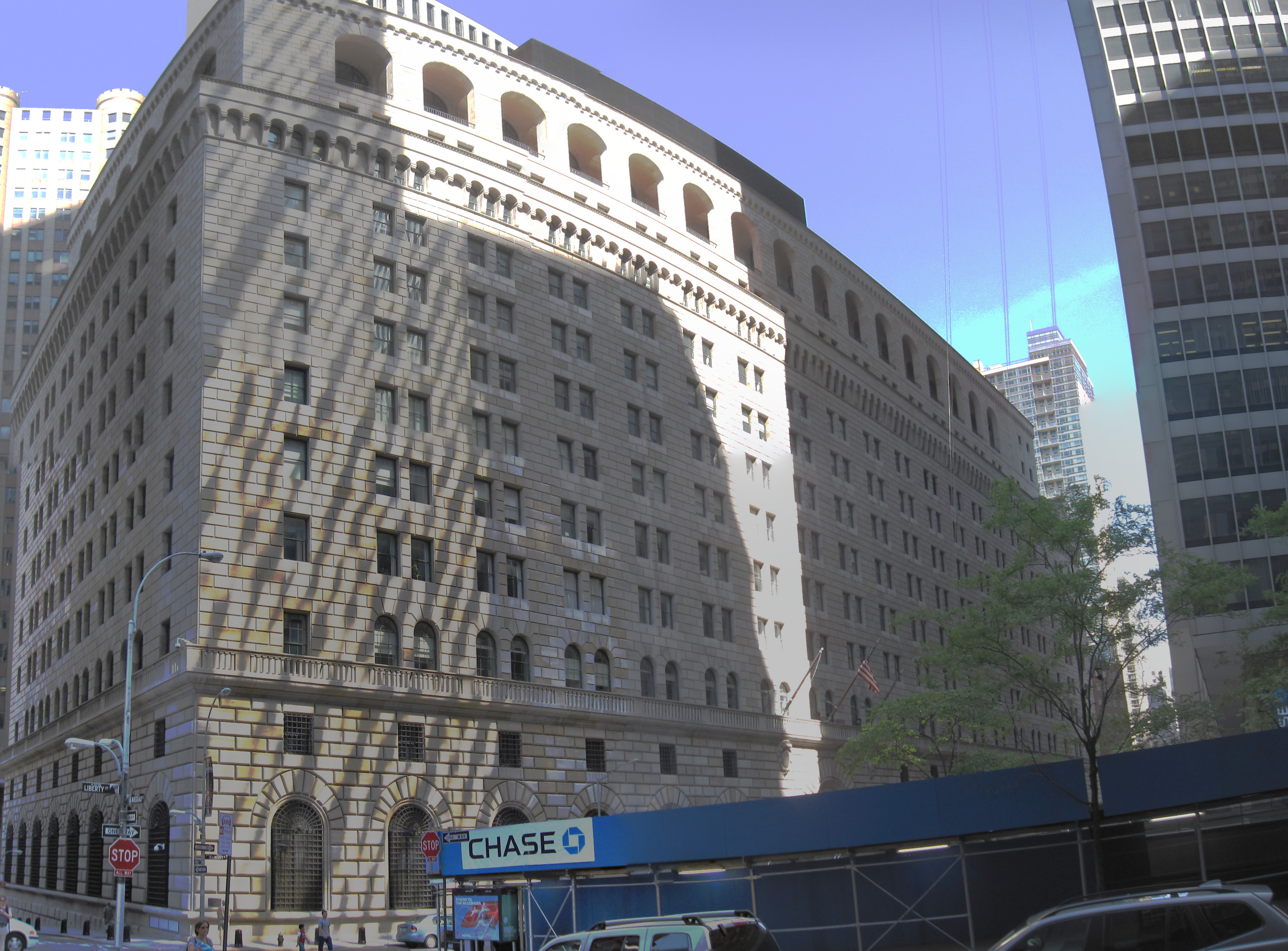
El Banco de la Reserva Federal de Nueva York tiene más de $2 billones de dólares en activos.

La Reserva Federal oficialmente identifica los Distritos por número y ciudad del Banco de la Reserva.
- Distrito 1 (A) - Banco de la Reserva Federal de Boston
- Distrito 2 (B) - Banco de la Reserva Federal de Nueva York
- Distrito 3 (C) - Banco de la Reserva Federal de Filadelfia
- Distrito 4 (D) - Banco de la Reserva Federal de Cleveland, con sucursales en Cincinnati, Ohio y Pittsburgh, Pennsylvania
- Distrito 5 (E) - Banco de la Reserva Federal de Richmond, con sucursales en Baltimore, Maryland y Charlotte, Carolina del Norte
- Distrito 6 (F) - Banco de la Reserva Federal de Atlanta, con sucursales en Birmingham, Alabama; Jacksonville, Florida; Miami, Florida; Nashville, Tennessee; y en Nueva Orleans, Louisiana
- Distrito 7 (G) - Banco de la Reserva Federal de Chicago, con una sucursal en Detroit, Míchigan
- Distrito 8 (H) - Banco de la Reserva Federal de San Luis, con sucursales en Little Rock, Arkansas; Louisville, Kentucky; y Memphis, Tennessee
- Distrito 9 (I) - Banco de la Reserva Federal de Minneapolis, con una sucursal en Helena, Montana
- Distrito 10 (J) - Banco de la Reserva Federal de Kansas City, con sucursales en Denver, Colorado; la Ciudad de Oklahoma, Oklahoma; y Omaha, Nebraska
- Distrito 11 (K) - Banco de la Reserva Federal de Dallas, con sucursales en El Paso, Texas; Houston, Texas; y en San Antonio, Texas
- Distrito 12 (L) - Banco de la Reserva Federal de San Francisco, con sucursales en Los Ángeles, California; Portland, Oregon; Salt Lake City, Utah; y Seattle, Washington

El distrito de la Reserva Federal de Nueva York es el más grande por valor de sus activos. San Francisco, seguido por la Ciudad de Kansas y Minneapolis, representan los distritos geográficos más grandes Misuri es el único estado que tiene dos Bancos de la Reserva Federal (la Ciudad de Kansas y San Luis). California, Florida, Misuri, Ohio, Pennsylvania, Tennesseey Texas son los únicos estados que tienen dos o más sucursales del Banco de la Reserva Federal ubicadas dentro de sus estados, y Misuri, Pennsylvania y Tennessee tienen sucursales de dos distritos diferentes dentro de un mismo estado. En el Distrito 12, la sucursal de Seattle da servicio a Alaska, y la de San Francisco sirve a Hawái. Nueva York, Richmond y San Francisco son los únicos bancos que supervisan los territorios que no son un estado. El Sistema sirve a estos territorios de la siguiente manera: el Banco de Nueva York sirve el estado libre asociado de Puerto Rico y las Islas Vírgenes; el de Richmond sirve al Distrito de Columbia; la de San Francisco a Samoa Americana, Guam, y el Commonwealth de las Islas Marianas del Norte. La Junta de Gobernadores revisó por última vez los límites de las sucursales del Sistema en febrero de 1996.

### Activos
| Banco de la Reserva Federal | Total de activos en millones de dólares |
| --------------------------- | --------------------------------------- |
| Nueva York                  | $4.826.442                              |
| San Francisco               | $893.210                                |
| Atlanta                     | $584.538                                |
| Richmond                    | $545.399                                |
| Chicago                     | $618.213                                |
| Dallas                      | $458.222                                |
| Cleveland                   | $300.969                                |
| Filadelfia                  | $179.965                                |
| Boston                      | $192.866                                |
| San Luis                    | $146.484                                |
| Kansas City                 | $135.711                                |
| Minneapolis                 | $73.831                                 |
| Todos los bancos            | $8.955.851                              |